# Пољани (источнословенско племе)
Пољани (рус. Поляне, укр. Поляни), су били једна од раносредњовековних племенских заједница источнословенских племена који су у периоду између 6. и 9. века, насељавали средњи ток реке Дњепар. У раном средњем веку постојала су два посебна словенска племена која су имала исто име „Пољани”, друго је западнословенско племе Пољани, које је насељавало подручје између река Одре и Висле (Великопољска). Име племена потиче од речи поље или пољана.

## Историја
Према Повести минулих лета, Пољани потичу од Словена који су насељавали средњи и доњи ток реке Дунав. Пољани су се на западу граничили са Древљанима, на северозападу са Дреговичима (Драгувитима), на југозападу са Тиверцима, на југу са Уличима и на истоку са Хазарским каганатом. Главни град Пољана био је Кијев, остали велики градови су били Вишгород, Переяслав, Белгород на реци Ирпењ десној притоци Дњепра, Звенигород, Трепољ, Василев. 
Средином 9. века Пољани су плаћали данак Хазарима, међутим, хазарске елите су прорицале да ће освојити и њих и друге земље. У другој половини 9. века Викинзи стижу на њихову земљу, као резултат компромиса између Пољана и Викинга, настала је трговачка организација Рус. Пољани су се етнички почели називати Рус. Захваљујући повољној локацији Пољани, Рус је брзо постигао успех. 882. године, северни кнез Олег је лукаво убио руске кнезове Асколда и Дира и постао велики кнез Кијева. Почео је да прикупља данак од северних племена у корист Кијева. Земље Пољане, које су се сада звале Рус, остале су културно, политичко и државотворно језгро Кијевскте Руси.